# Констанция (Кейптаун)

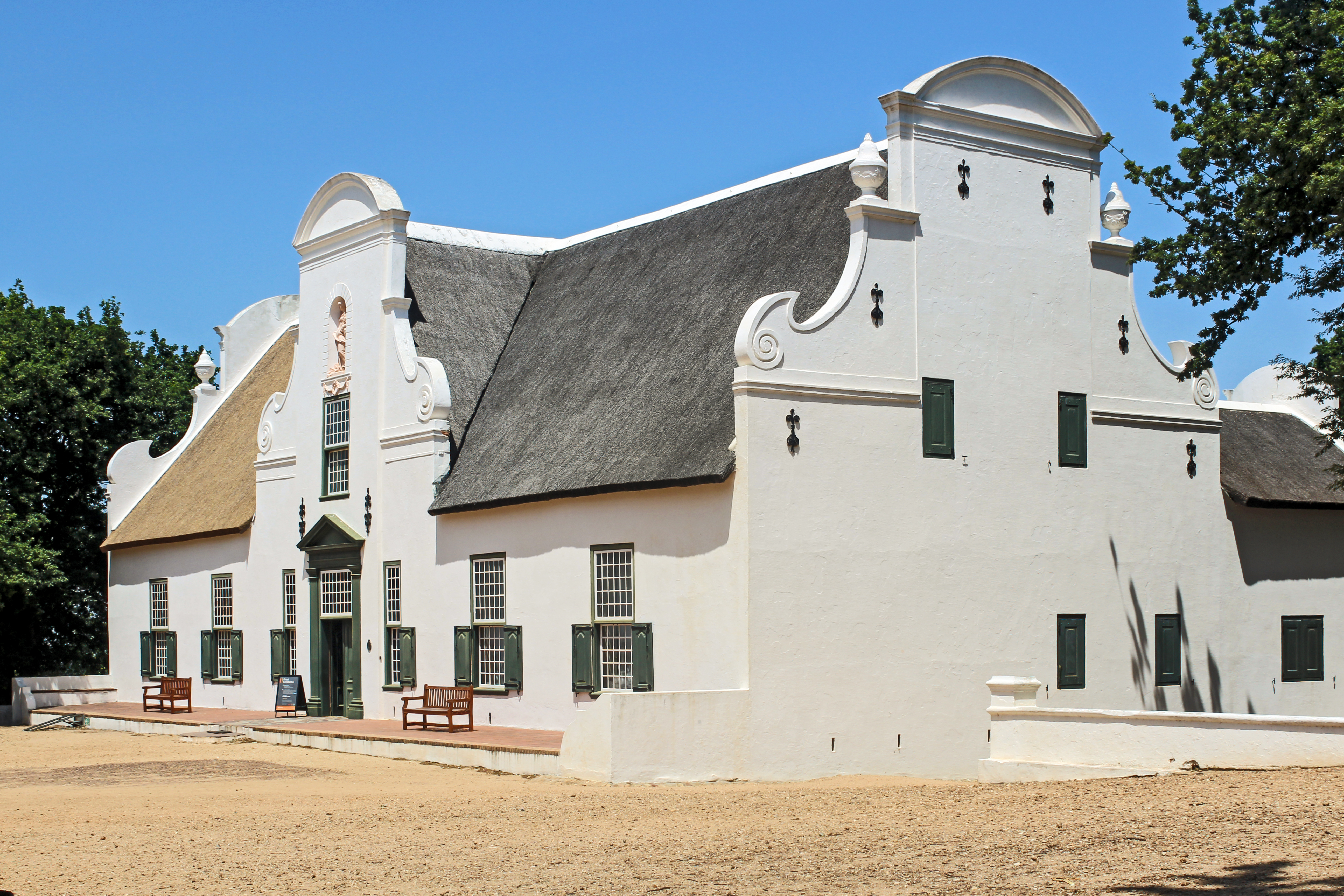
Усадебный дом Симона ван дер Стела

Констанция (Constantia) — винодельческое поместье или имение губернатора Капской колонии Симона ван дер Стела, заложенное им в 1685 году. Славится качеством своей винодельческой продукции и в наши дни. Одной из особенностей уникального расположения Констанции является то, что она постоянно продувается свежими морскими ветрами, что приводит к более позднему сбору урожая, чем в других винных хозяйствах Капа и таким образом, температура ранней осени в процессе брожения способствует производству хорошего вина.
 Недвижимостью в этом районе Кейптауна владели Марк Тэтчер (единственный сын британского премьер-министра) и граф Спенсер (брат принцессы Дианы).

## История
История возникновения Констанции связана с винодельческими амбициями С. ван дер Стела. Прибыв на Кап в 1679 году, он сразу же стал подыскивать подходящий участок земли для культивирования винограда и последующей обработки. Получив необходимое в этом случае разрешение от руководства Голландской Ост-Индской компании, губернатор, обладая подходящими познаниями в геологии, несколько лет изучал образцы почв с окрестных территорий. Наконец, в 1685 году им был выбран участок земли размером в 891 морген (около 2461 га), располагавшийся за Столовой горой.

Известная своими возможностями для виноделия и великолепным пейзажем, ферма получила имя «Констанция», происхождение которого до сих пор неясно. Наиболее вероятным вариантом, по мнению виноделов, являются латинские корни этого имени, означающие постоянство и покой — именно те свойства, которые губернатор ценил больше всего. Когда губернаторская резиденция была готова, она прекрасно вписалась в естественный пейзаж: позади раскинулись возвышенности и выступы Констанцияберг, впереди — бесконечный пейзаж в направлении Парла и Стелленбоcа, а справа вплоть до самого горизонта открывался вид на Фолс-Бей. 

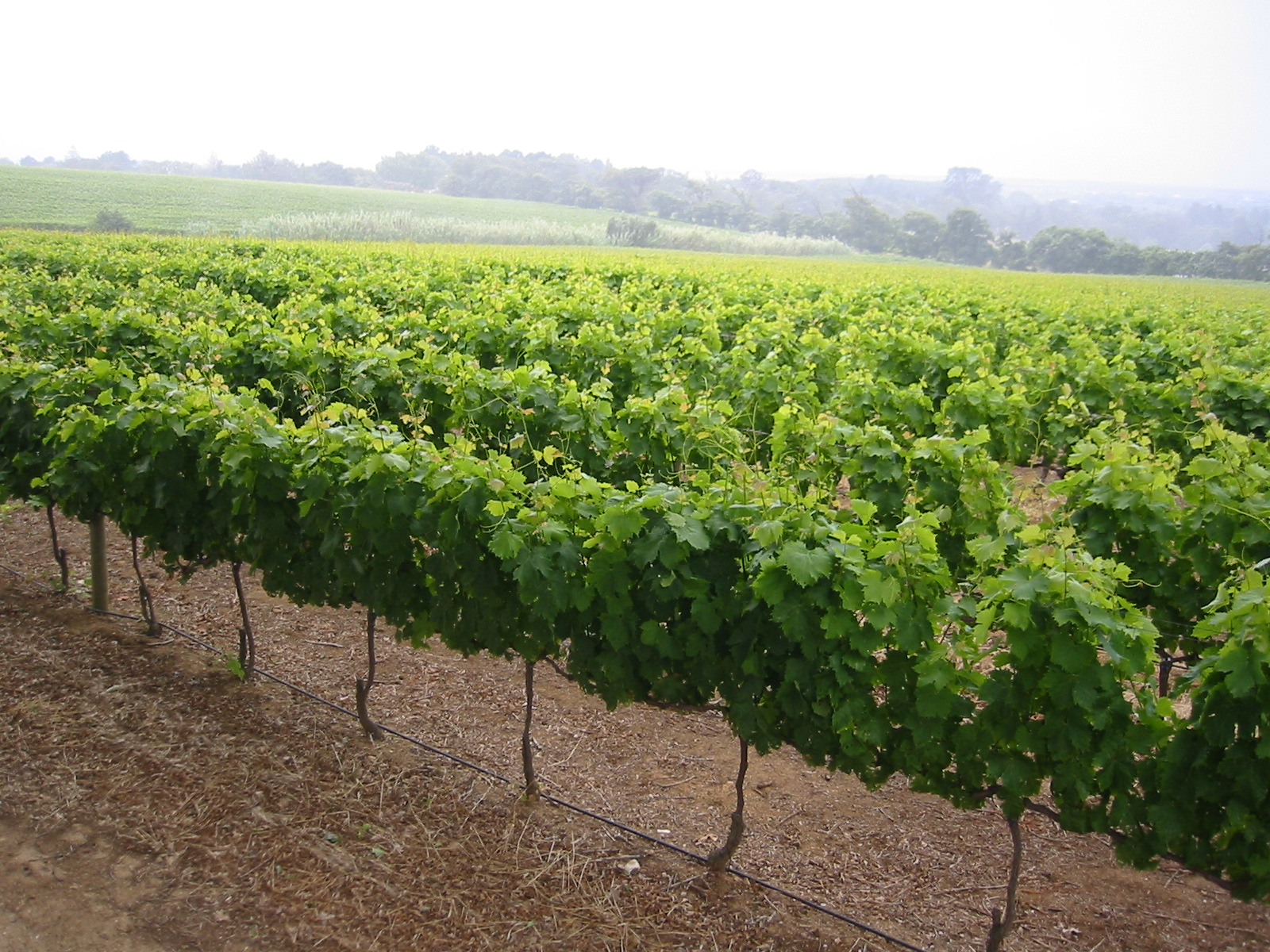
Винодельники Хруот-Констанция

После смерти С. ван дер Стелла в 1711 году Городской совет Кейптауна разделил владение, которое позже превратились в три винодельческие фермы: Хруот Констанция, Альфен и Хай Констанция.

## Виноделие
В начале XX столетия слава констанцских вин достигла Европы. Тем не менее большое расстояние и долгое плавание до Капа и обратно препятствовали развитию винного экспорта в тем времена, да и способы транспортировки оставляли желать лучшего. Считается, что в те времена бытовала поговорка, что истинным ценителем вина не может называться тот, кто не почувствовал вкус настоящего токайского и настоящей констанции. По свидетельствам современников, самые известные сорта винограда, произраставшие в Хруот Констанции и служившие основой для виноделия были: кларет, эрмитаж и каберне совиньон.

## Население
12564 человек (2021)